# 小山田了三
小山田 了三（おやまだ りょうぞう、1932年12月31日 - 2009年10月2日）は、日本の物性工学者、技術史学者。富士大学元学長。

## 略歴
岩手県盛岡市出身。小山田信茂の子孫。岩手県立盛岡第一高等学校を経て、1955年岩手大学教育学部卒、59年まで中学校教師、1961年東京理科大学卒、東京教育大学理学部をへて、1964年東京工業大学大学院修士課程修了、科学技術庁金属材料技術研究所研究員、71年同主任研究官、73年「溶融塩の基礎研究 二・三の基礎的性質とイオン間の相互作用について」で大阪大学工学博士。1974年長崎大学教育学部助教授、1978年教授、ニューマテリアル開発研究所・シンクタンク代表。1984年東京電機大学講師、1987年山梨学院大学商学部教授。2000年富士大学学長。長男は小山田隆信（1966年 -）。

## 著書
- 『実践工業科教育法 第3版』東京電機大学出版局 1986年
- 『民俗資料の技術史 江戸時代までの資料の発掘とその技術史的研究』東京電機大学出版局 1986年
- 『材料技術史概論』東京電機大学出版局 1987年
- 『ニューセラミックス』東京電機大学出版局 ハイテク選書 1988年
- 『橋 ものと人間の文化史』法政大学出版局 1991年
- 『情報史・情報学』東京電機大学出版局 1993年
- 『未来材料入門 材料基礎から未来コンピュータの素子まで』東京電機大学出版局 1995年
- 『日本人の創造力 発想の転換とその成功例』東京電機大学出版局 1996年
- 『世界を支える日本技術 伝統技術の展開』東京電機大学出版局 1998年

### 共編著
- 『図説家庭機械・電気』大渡敦共編著 大津藤三郎ほか共著 建帛社 1984年
- 『江戸時代の職人尽彫物絵の研究 長崎市松ノ森神社所蔵』編著 角和博,本村猛能著 大塚清吾撮影 東京電機大学出版局 1996年
- 『材料技術史概論』第3版 小山田隆信共著 東京電機大学出版局 2001年
- 『技術史から学ぶ情報学』小山田隆信共著 東京電機大学出版局 2007年

## 論文
- Cinii